# Tempelj Venšu
Tempelj Venšu ali samostan Venšu (kitajsko: 文殊院; pinjin: Wénshū Yuàn; dob.: 'Temple of Mandžušri') je budistični tempelj v mestu Čingjang, Čengdu, Sečuan, Kitajska.

## Zgodovina

### Dinastija Sui
Legenda pravi, da je prvotni tempelj zgradila soproga princese Jang Šju, sina cesarja Vendija v dinastiji Sui (581–618).

### Pet dinastij in deset kraljestev
Tempelj se je v obdobju petih dinastij in desetih kraljestev (907–960) preimenoval v Miaojuan Tajuan (妙圆塔院).

### Dinastija Song
V dinastiji Song (960–1279) se je ime spremenilo v Tempelj Šinšjang (信相寺).

### Dinastija Ming
Po poročilih okrožja Čengdu je tempelj ob koncu dinastije Ming (1368–1644) uničil katastrofalen požar, preživelo pa je le deset železnih kipov budističnih božanstev in dve tisočletni kitajski jelki.

### Dinastija Čing
Leta 1681, v času vladavine cesarja Kangšija (kitajsko 康熙, pinjin: Kāngxī, W.-G. K'ang-Hsi) iz dinastije Čing (1644–1911), je na to mesto prišel mojster Cidu (慈笃) in zgradil slamnato streho kočo. Med njegovo upepelitvijo se je v plamenih pojavil Mandžušri (sanskrt: m., मञ्जुश्री, Mañjuśrī; kitajsko: 文殊, pinjin: wén shū, W.-G. Wen-shu; japonsko: Monju; Wylie: ’jam dpal dbyangs), nakar naj bi bil menih njegova reinkarnacija.
Takrat so tempelj preimenovali v tempelj Venšu, ki je še danes v uporabi. Obnova stavb se je začela leta 1697 in je bila končana leta 1706.
V obdobjih Džjačing in Daoguang (1796–1850) je tempelj v veliki meri razširil opat Benjuan (本圆).

### Republika Kitajska
Med drugo kitajsko-japonsko vojno (1937–1945) so v templju zaporedoma živeli mojstri Fojuan, Taišu in Nenghai, kjer so širili budistične doktrine.

### Ljudska republika Kitajska
Tempelj Venšu je leta 1983 državni svet Kitajske odobril kot ključni nacionalni budistični tempelj na območju Han Kitajcev.

## Arhitektura
Poleg enajstnadstropne pagode so glavne značilnosti samostana Venšu tako imenovani Stolp miru v templju na desni, knjižnica in velika zbirka kulturnih starin. Tukaj je shranjenih več kot 500 umetniških del od dinastij Tang in Song. V tako imenovani sobi za ohranjanje suter (sanskrt सूत्र – »nit«, »veriga« ali natančneje: učno besedilo v verzih) trenutno restavrirajo številne znane ročno napisane eksponate, umetniška dela in slike. Med znanimi kitajskimi umetniki in učenjaki, ki so prispevali k zbirki, so Džang Dačjan, Dženg Bančjao in Feng Zikai. Najdragocenejši del zbirke pa je del lobanje Šuanzanga, slavnega budističnega romarjevega meniha iz dinastije Tang. Samostan ima tudi kip Bude iz žada, ki ga je Šing Lin leta 1922 peš prinesel na Kitajsko iz Burme (Mjanmara). Pravijo, da so nekatera razstavljena besedila suter napisali trije budistični menihi v 18. stoletju s krvjo svojih jezikov. Nazadnje, samostan hrani približno 300 različnih kipov Bude, izdelanih iz različnih materialov, kot so les, kamen, železo in žad, od katerih so mnogi bogato okrašeni in bogato ornamentirani.
Samostan Venšu je znan tudi po svojih čajnih vrtovih in slovesno okrašenih dvoranah.
Celoten tempelj je obrnjen proti jugu, Dvorana štirih nebeških kraljev, Dvorana treh modrecev Zahoda, Dvorana Mahavira, Dvorana Dharma in Knjižnica budističnih besedil pa so vzdolž osrednje osi kompleksa.

### Dvorana štirih nebeških kraljev
Kip Maitreja stoji v Dvorani štirih nebeških kraljev, na zadnji strani njegovega kipa pa je kip Skande. Kipi štirih nebeških kraljev so postavljeni na obeh straneh dvorane.

### Dvorana treh modrecev Zahoda
V dvorania treh modrecev Zahoda so kipi treh modrecev Zahoda (西方三圣), in sicer Guanjina, Amitabhe in Mahasthamaprapte.

### Dvorana Mahavira
Dvorana Mahavira ima enokapno in kolčno streho ter je visoka 10,56 metra. Sedeči kip Šakjamunija je postavljen na sredini dvorane. Kipa Anande in Kasapa Bude sta stala na levi in desni strani Šakjamunijevega kipa. Kipa sta bila ulita leta 1829 v obdobju Daoguang dinastije Čing.

### Dvorana Dharme
Za dvorano Mahavira je dvorana Dharme, v kateri je kip Bhaisadžjaguruja. Kipa dvanajstih nebeških generalov (药叉大将) sta stala na obeh straneh dvorane.

## Narodni zakladi
V templju je shranjena relikvija prstne kosti Bude Šakjamunija. Mojster Nenghai jo je prinesel iz Bod Gaje v Indiji.
V templju je shranjena tudi relikvija temene kosti Šuanzanga. Prihaja iz templja Bao'en v Nandžingu v Džjangsuju.